# David Ier d'Ibérie
David Ier d'Ibérie (დავით კუროპალატი ; mort en 881), aussi connu comme David le Curopalate, est un souverain de la principauté d'Ibérie à la fin du IXe siècle. Membre de la dynastie des Bagrations, il gouverne avec le titre byzantin de Curopalate pour un court règne de 5 ans, durant lequel les pouvoirs voisins tentent de contrôler la politique interne de l'Ibérie. Il meurt assassiné par Narsès Mampali, qui s'autoproclame comme son successeur.

## Biographie

### Règne
David Bagration est né à une date inconnue avant 861, fils du prince Bagrat Ier d'Ibérie (r. 842-876) et de son épouse, une fille du prince arménien Smbat VIII Bagratouni. Passant sa jeunesse dans les domaines de son père en Tao-Klardjeti, il est baptisé par le célèbre saint Grégoire de Khandzta, qui est alors chargé de la mobilisation spirituelle des Géorgiens contre le califat abbasside.
À la mort de son père en 876, il hérite du duché de Tao inférieur et est reconnu comme souverain géorgien par Constantinople en recevant le titre de Curopalate d'Ibérie.
La politique extérieure de David Ier reste floue. Il est reconnu par l'empire byzantin comme souverain légitime d'Ibérie, tout en payant tribut au califat abbasside. De plus, il pousse une politique pro-arménienne, soutenant le prince des princes Achot Ier Bagratouni, contre l'influence du royaume d'Abkhazie en Géorgie occidentale. Enfin, il tente de s'allier avec ce dernier en épousant la fille du roi d'Abkhazie.
Son règne ne dure que 5 ans, mais il parvient à ériger le monastère de Khakhouli en Tao-Klardjeti.

### Assassinat

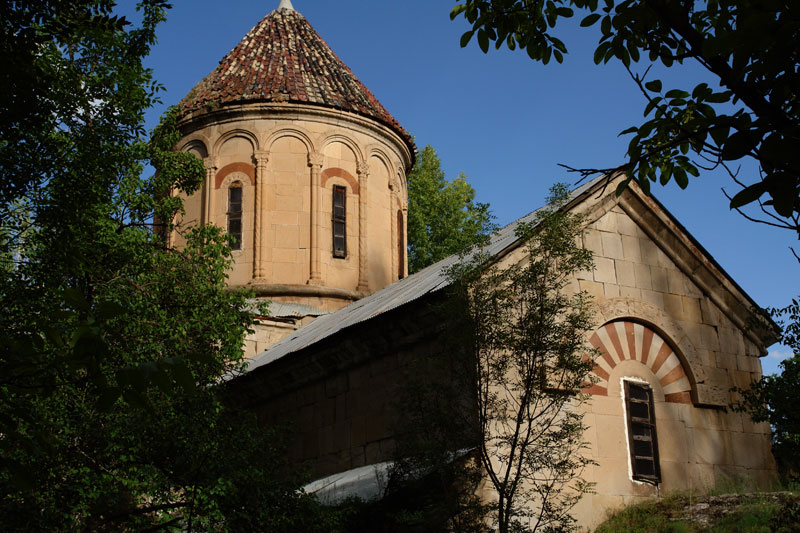
David Ier fait ériger l'église de Khakhouli.

En 881, le prince Gouaram Mamphali, qui règne en Géorgie septentrionale, ligue ses territoires de Trialeti au noble puissant Liparit Baghvachi, sous la suzeraineté de David Ier. Craignant de perdre son héritage, Narsès Mamphali, fils de Gouaram et cousin de David Ier assassine ce dernier. Cet acte mène à l'abdication de Gouram, tandis que Narsès tente de se faire reconnaitre comme Curopalate d'Ibérie en vain. Une coalition arménienne et abbasside, renforcée par les troupes géorgiennes loyales aux Bagrations, prennent revanche sur l'assassinat de David et expulsent Narsès dans l'empire byzantin.
Le fils mineur de David, Adarnassé Bagration, hérite des territoires de son père en tant que duc de Tao inférieur. Mais son jeune âge mène Constantinople à nommer le cousin de David, Gourguen, comme Curopalate d'Ibérie, menant à une guerre civile qui s'achève en 888 avec le couronnement d'Adarnassé comme roi des Géorgiens.

## Famille
Le nom de la femme de David Ier d'Ibérie n'est pas connu. D'après les anciennes sources géorgiennes, elle serait la fille du roi « Constantin d'Abkhazie », qui ne peut être chronologiquement que Constantin III, mais ce dernier ne règne qu'à partir de 894. La De Administrando Imperio de Constantin Porphyrogénète parle de l'épouse de « David, père d'Adarnasé le Curopalate » comme étant une fille de « Smbat, fils de David ». Cette parenté ne peut être confirmée par les sources géorgiennes et il se peut qu'elle ne soit qu'un anachronisme avec sa propre fille, qui épouse un autre Adarnassé (David Ier est lui-même petit-fils de Smbat VIII Bagratouni).
David Ier a comme primogéniture :
- Adarnassé Bagration (mort en 923), premier roi des Géorgiens ;
- une fille, épouse du duc Adarnassé VII de Tao supérieur.